# Roland Napoleon Bonaparte
Roland Napoleon Bonaparte (ur. 19 maja 1858 w Paryżu, zm. 14 kwietnia 1924, tamże) – francuski książę i geograf.

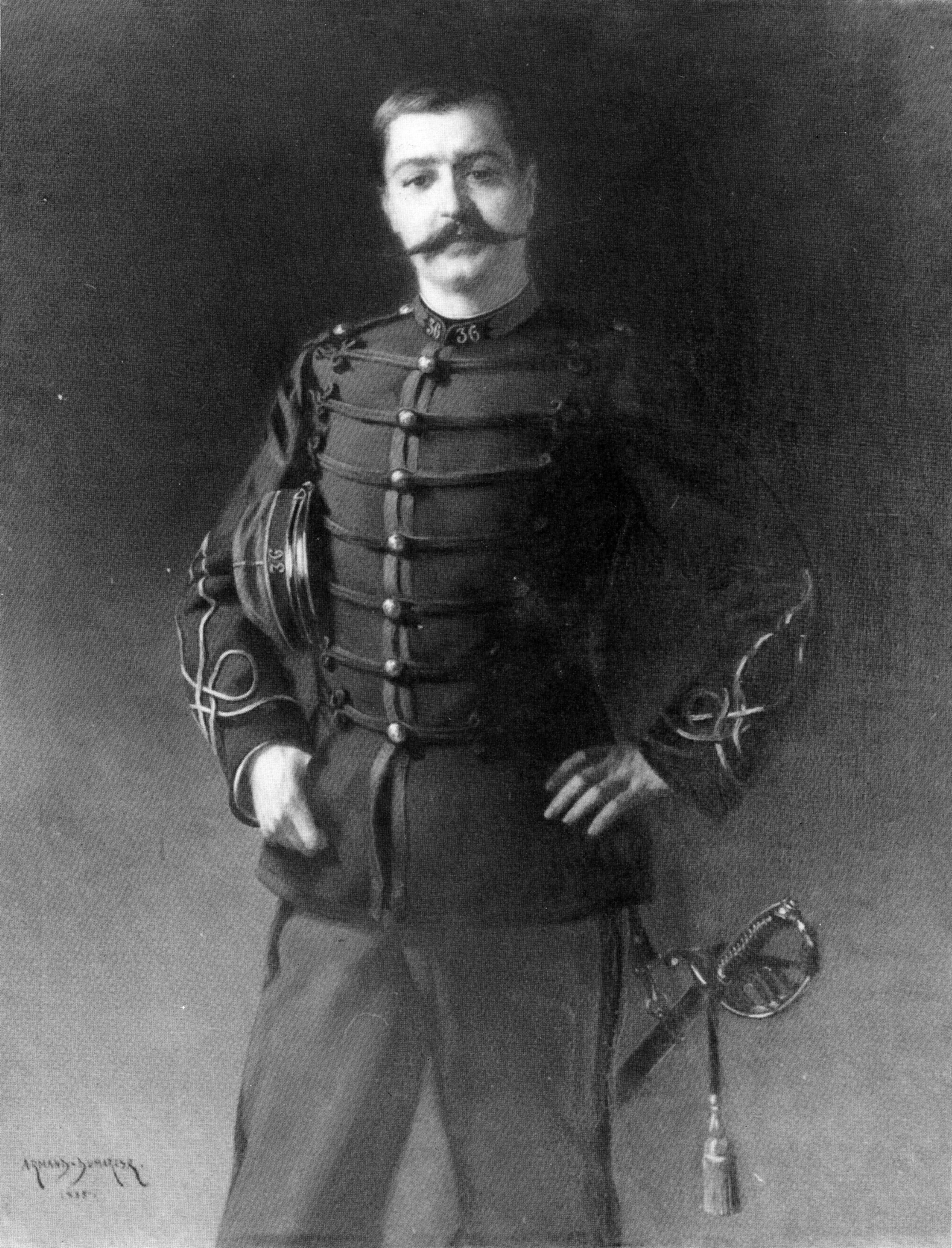
Roland Bonaparte (1885)

Roland Bonaparte urodził się jako syn "trudnego" księcia Piotra Napoleona i prostej robotnicy paryskiej Jeanne Ruffin. W roku 1877 wstąpił do akademii wojskowej w Saint-Cyr, potem służył do chwili ogłoszenia banicji wszystkich członków byłych dynastii panujących przez władze III Republiki Francuskiej (1886) w armii francuskiej. W roku 1881 poślubił niezmiernie bogatą pannę Marie Félix-Blanc, córkę założyciela Kasyna w Monte Carlo, w roku 1882 urodziła im się jedyna córka Maria, później sławna psychoanalityczka. Matka zmarła w miesiąc po narodzinach dziewczynki.
Zabezpieczony finansowo poprzez spadek po żonie, Roland Bonaparte poświęcił się podróżom i opisywaniu spostrzeżeń zgromadzonych w różnych krajach. W Anglii badał życie uniwersyteckie, w Holandii politykę kolonialną tego kraju, w Szwecji i Norwegii interesował się antropologią mieszkańców Laponii i przemysłem rybołówczym, w Tyrolu i Szwajcarii hydrografią. Pisał także prace z dziedziny historii i zgromadził wielki księgozbiór dzieł z dziedzin geografii, historii i innych nauk.
Około roku 1900 osiadł na stałe w rodzinnym Paryżu (zezwolenie na pobyt wywalczyła mu prawdopodobnie Akademia Nauk, gdyż prawo o banicji członków byłych francuskich rodów panujących zniesiono dopiero w roku 1951) i poświęcił swój majątek popieraniu różnych inicjatyw naukowo-badawczych w dziedzinie geografii i botaniki – do dyspozycji francuskiej Akademii Nauk oddał stworzony przez siebie "Fundusz Bonaparte". Z jego środków wzniesiono w Alpach i Pirenejach stacje meteorologiczne do badania lodowców, obserwatorium na Mont Blanc, stację zoologiczną w Banyuls-sur-Mer i sfinansowano ekspedycję naukową na równik. W roku 1907 wybrano go nadzwyczajnym członkiem Akademii Nauk, w 1919 prezesem Narodowego Towarzystwa Geograficznego, a w 1922 przewodniczącym Międzynarodowego Związku Geograficznego.
Olbrzymie, zgromadzone przez Rolanda herbarium (zielnik, 2,5 mln eksponatów, 100 tys. gatunków, największy prywatny zbiór na świecie) znajduje się w zbiorach Uniwersytetu w Lyonie. W testamencie zapisał duże sumy dla wzbogacenia Biblioteki Miejskiej w Ajaccio. Z jego śmiercią wygasła w linii męskiej gałąź Lucjana Bonapartego, brata Napoleona I.

## Wybrane pisma Rolanda Bonapartego
- Les habitants de Suriname, (1884)
- Anthropologie laponne, (1886)
- Le glacier d'Aletsch et le lac de Maerjelen, (1889)
- Le prince Lucien Bonaparte et sa famille, (1889)
- Documents de l’époque mongole des XIIIe et XIVe, (1895)
- Mexique au début du XXe, (1904)